# Shi Hui (Schauspieler)
Shi Hui (chinesisch 石挥, Pinyin Shí Hūi; eigentlich Shi Yutao; * 1915 in Tianjin; † Dezember 1957 bei Shanghai) war ein chinesischer Schauspieler und Regisseur.

## Leben
Shi Hui brach die Schule ab, um seine Familie durch Gelegenheitsarbeiten mit ernähren zu können. Nach einer Schauspielausbildung kam er 1940 nach Shanghai und wandte sich dem modernen Theater zu. Er gehörte der Theatertruppe Kugan jutuan an.
Sein Filmdebüt hatte Shi 1947. Bis 1951 war er bei der Filmgesellschaft Wenhua, dann von 1953 bis 1957 beim Filmstudio Shanghai beschäftigt. Ab 1948 übernahm Shi Hui gelegentlich auch selbst die Regie der Filme, in denen er auftrat. Seine Filmfiguren sind vielfältig. Er verkörperte einen schonungslosen Gasthausbesitzer in Yedian (1947) von Huang Zuolin, einen standfesten Untergrundkämpfer in Fushi (1950) und einen kaiserlichen General in Song Jingshi (1955) unter der Regie von Zheng Junli und Sun Yu, doch Shi Hui bevorzugte humane und humorvolle Rollen wie in seinem eigenen Film Guan lianzhang (1951).
Sein bekanntestes Werk ist Wozhe yi beizi (1950), in dem er Darsteller und Regisseur ist. Der Film über die Geschicke des „kleinen Mannes“ spielt in der Zeit von Ende der Qing-Dynastie bis zur Gründung der Volksrepublik.
1956 trat Shi Hui der reformorientierten Künstlergruppe Wu hua she bei, die sich im Zuge der Hundert-Blumen-Bewegung gegründet hatte. Während des im folgenden Jahr einsetzendes „Kampfes gegen Rechtstendenzen“ wurde Shu Hui so heftig öffentlich kritisiert, dass er sich aufgrund dieser Erniedrigung das Leben nahm. Rehabilitiert wurde er erst 1979.